# Mar Bar Baszmin
Mar Bar Baszmin – następca Mar Szachdosta na tronie biskupim Seleucji-Ktezyfonu. Urząd ten objął w 343 i pełnił go do 346. Jego pontyfikat przypada na okres prześladowań chrześcijan w Persji, zapoczątkowanych przez szacha Szapura II. Podobnie jak dwaj jego poprzednicy, Bar Baszmin, padł ofiarą prześladowań i poniósł męczeńską śmierć. Jest uznawany za świętego i jednego z tradycyjnych patriarchów przez kościoły wywodzące się z Kościoła Wschodu.

## Życiorys
Fragment dotyczący pontyfikatu i męczeństwa Bar Baszmina z dwunastowiecznej Historii Kościelnej Mariego:

Patriarcha Bar Baszmin, co tłumaczy się jako „człowiek o czterech imionach”, był synem siostry Symeona Barsaby i pochodził z Bet Garmai. Był człowiekiem o wielkiej pobożności i uczciwości. Jego konsekracja odbyła się w tajemnicy z obawy przed prześladowaniami rozpętanymi przeciwko chrześcijanom przez Szapura, w domu jednego z wiernych. W taki sam sposób Bar Baszmin konsekrował później biskupów dla innych części kraju, szach bowiem skupiał się w swych atakach na klerze. Myślał on iż jeżeli pozbawi chrześcijan przywódców religijnych, to ci, odcięci od nauczycieli bez szemrania przyjmą wiarę magów. Pontyfikat Bar Baszmina przypadł na okres wzmożonych prześladowań i chrześcijanie zmuszeni zostali do ukrywania swojej religii; gdy jednak w końcu ujawnili się, wzywając imienia Chrystusa szach nakazał zabić najpierw 10 000 z nich a następnie 30 000. Zamęczono wówczas wielu biskupów z Mar Milesem na czele. Szapur aresztował także patriarchę wraz z wieloma podlegającymi mu kapłanami i diakonami, pod zarzutem rządzenia jego poddanymi bez zgody. Nakazał zakuć patriarchę w kajdany i wtrącił go do więzienia razem z trzydziestoma innymi kapłanami, gdzie poddano ich okrutnym torturom. Więźniów pozbawiono również jadła i napojów na jedenaście miesięcy (…). Po tym okresie szach wezwał Bar Baszmina przed swoje oblicze i zaofiarował mu bogactwa i wysoką pozycję w państwie jeśli tylko zostanie magiem. Świątobliwy Bar Baszmin jednak wybuchł śmiechem i powiedział „Im więcej chrześcijan mordujesz, tym bardziej nasze szeregi rosną”. Za te słowa został skazany na śmierć i zabity w tym samym miejscu co Symeon Barsaba. Oprócz niego śmierć poniosło trzydziestu trzech jego towarzyszy. Pogrzeb męczennikom wyprawił biskup diecezji Hormizd Ardaszir, chowając ich w okolicach Gundiszapur. Po pewnym czasie przed szachem stanęli magowie, którzy potwierdzili słowa Bar Baszmina, donosząc iż prześladowania nie zatrzymały rozwoju chrześcijaństwa.

Kronika Bar Hebraeusa nieznacznie różni się od dzieła Mariego:

Po Mar Szachdoście, Bar Baszmin. To chaldejskie imię oznacza „człowieka o czterech imionach”. Pochodził on z Bet Garmai i był synem siostry Symeona Barsaby. Jego konsekracja odbyła się w tajemnicy, w domu jednego z wiernych. Bar Baszmin nakazał duchownym porzucić stroje liturgiczne i ubierać się jak ludzie świeccy, chcąc w ten sposób utrudnić bezbożnemu Szapurowi śledzenie i prześladowanie księży. Wiele lat później, już po zakończonych prześladowaniach, kiedy to religia chrześcijańska ponownie zaczęła rozpowszechniać się na wschodzie, ci którzy zmienili ubiór, zmienili również wiarę. Zaniechanie noszenia wyróżniającego ubioru spowodowało bowiem odcięcie od pozostałych chrześcijan. Po siedmiu latach ukrywania się jako patriarcha, Bar Baszmin został w końcu aresztowany przez ludzi Szapura, wraz z szesnastoma innymi chrześcijanami, zarówno duchownymi jak i świeckimi. Wszystkich schwytanych uwięziono i przez jedenaście miesięcy, różnymi sposobami, próbowano odwieść od wiary i nawrócić na nauki magów. Lecz gdy starania te nie dały żadnych rezultatów a Bar Baszmin wraz z towarzyszami odmawiali wyrzeczenia się Boga, szach rozkazał ich zabić. Wyrok wykonano w Karka d'Ledan w diecezji Bet Huzaye. Miało to miejsce dziewiątego dnia listopada. Po śmierci patriarchy biskupi nie wybrali nowego przywódcy kościoła.

Po śmierci Mar Bar Baszmina Kościół Wschodu pozostawał przez kilka lat bez przywódcy.